# McBain
McBain er en actionhelt i tegneserien The Simpsons. Han bliver spillet af Rainier Wolfcastle som bliver lagt stemme til af Harry Shearer.